# Vehicul electric cu baterie

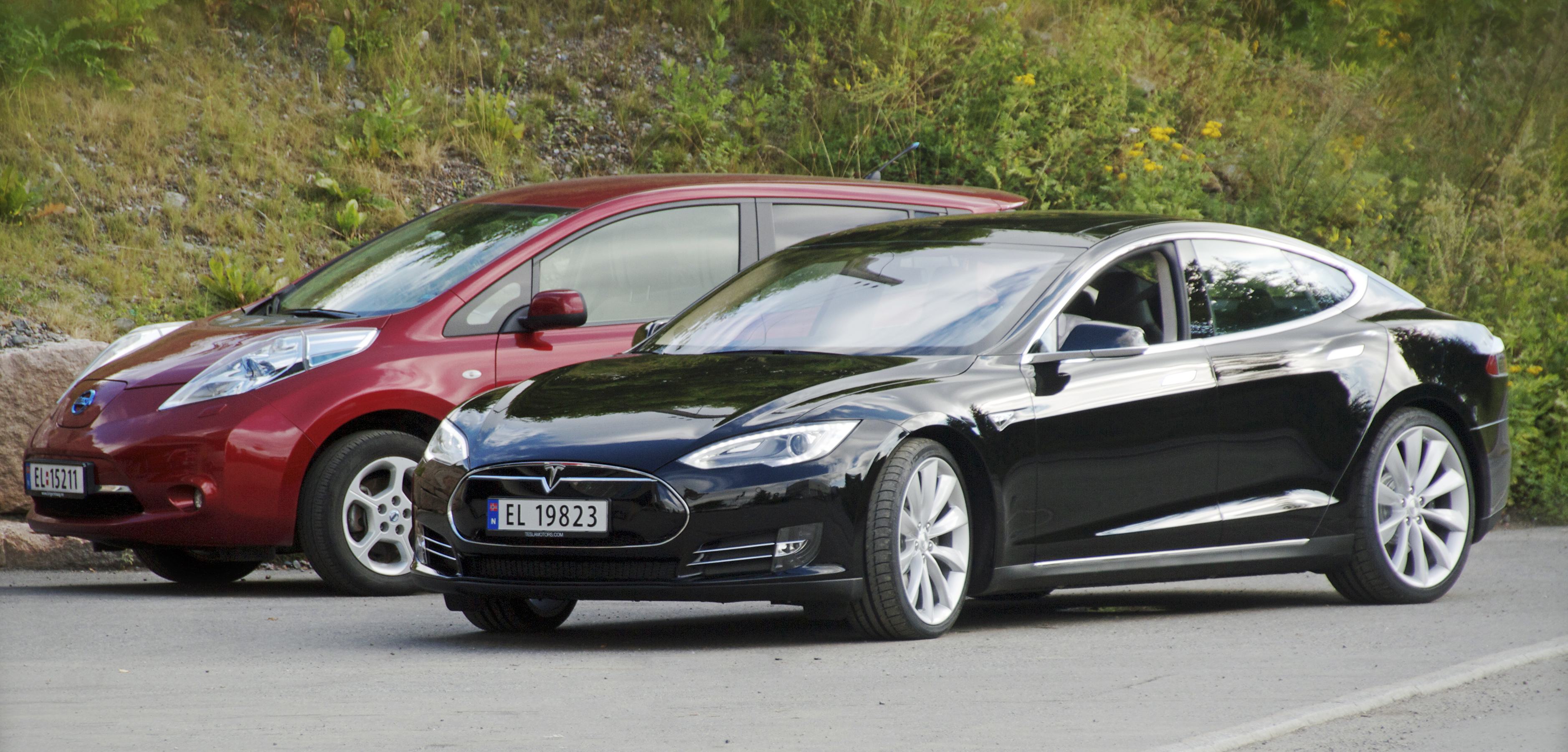
Nissan Leaf (stânga) și Tesla Model S (dreapta) sunt cele mai vândute vehicule complet electrice din lume.

Un vehicul electric cu baterie (în engleză battery electric vehicle – BEV), sau vehicul complet electric este un tip de vehicul electric (EV) care utilizează energie chimică stocată în pachetele de baterii reîncărcabile. BEV-urile folosesc motoare electrice și controlere în loc de motoare cu ardere internă pentru propulsie. Acestea obțin toată energia din baterii neavând motor cu ardere internă, pile de combustie sau rezervor de combustibil. BEV-urile includ - dar nu sunt limitate la - motociclete, biciclete electrice, scutere, skateboard, vehicule feroviare, nave nautice, stivuitoare, autobuze, camioane și mașini.
Primul vehicul electric cu baterii a fost o locomotivă electrică echipată cu baterii de Robert Davidson în Aberdeen în 1838.
În 2016 erau folosite 210 milioane de biciclete electrice în întreaga lume. Vânzările globale cumulate de vehicule electrice pure, cu putere mică au depășit un milion de unități în septembrie 2016. În aprilie 2018, cel mai vândut autoturism de vârf electric legal din istorie este Nissan Leaf cu vânzări globale de peste 300 000 de unități, urmată de Tesla Model S cu peste 200 000 de unități livrate în întreaga lume.

## Legături externe
- en  Alternative Fueling Station Locator Arhivat în 14 iulie 2008, la Wayback Machine., charging stations (EERE).
- en  Automotive DesignLine Europe Arhivat în 3 noiembrie 2011, la Wayback Machine., electric and hybrid vehicle design resource for engineers and engineering managers.
- en  Transport Action Plan: Urban Electric Mobility Initiative, United Nations, Climate Summit 2014, September 2014
- en  Zero Emission Workspace Arhivat în 3 ianuarie 2020, la Wayback Machine., electric vehicles in an off-grid commercial building project.